# Campionato italiano di Formula 3 1998
Il Campionato italiano di Formula 3 1998 fu il trentaquattresimo della serie. Fu vinto da Donny Crevels  della scuderia Prema Powerteam su Dallara F397-Opel.